# Cratere Tyrrhus
Tyrrhus è un cratere sulla superficie di Dione. Trae nome da un personaggio della mitologia classica, il pastore latino Tirro.